# Костел Святого Якова (Луцьк)
Костел Святого Якова — один із найдавніших фарних костелів Луцька, збудований неподалік майдану Ринок та вірменської церкви. Зараз не існує. Точної дати його побудови невідомо. Згадується починаючи із XVI століття. Після пожежі 1845 року занепав і згодом був розібраний. В останні 70 років свого існування належав луцькому осідку ордену боніфратів.
Погост храму забудований житловими будинками зламу XIX—ХХ століть на теперішній вулиці Руській в історико-культурному заповіднику «Старий Луцьк».

## Суперечки щодо заснування
Принаймні, поки що немає достовірних відомостей про заснування храму. Це дає дослідникам підстави трактувати відомості про нього по-різному. С. Терський зазначає, що у північно-західній частині луцького середмістя поруч із вірменським кварталом розташовувалась безіменна церква, яку згодом віддали під костел святого Якова. Інший автор, Т. Стецький, звертає увагу на візантійський характер архітектури храму, не притаманний костелам. А. Сендульський пише про східну орієнтацію храму, наче костел міг використовувати попередню будівлю, можливо, давніший вірменський храм. Натомість четвертий автор, П. Троневич, каже, що попередні дослідники помилялися стосовно перебудови православної церкви на костел Якова, оскільки його попередники плутали православну церкву святого Якова з Окольного замку з даним костелом, посвяченим тому ж святому.

## Історія

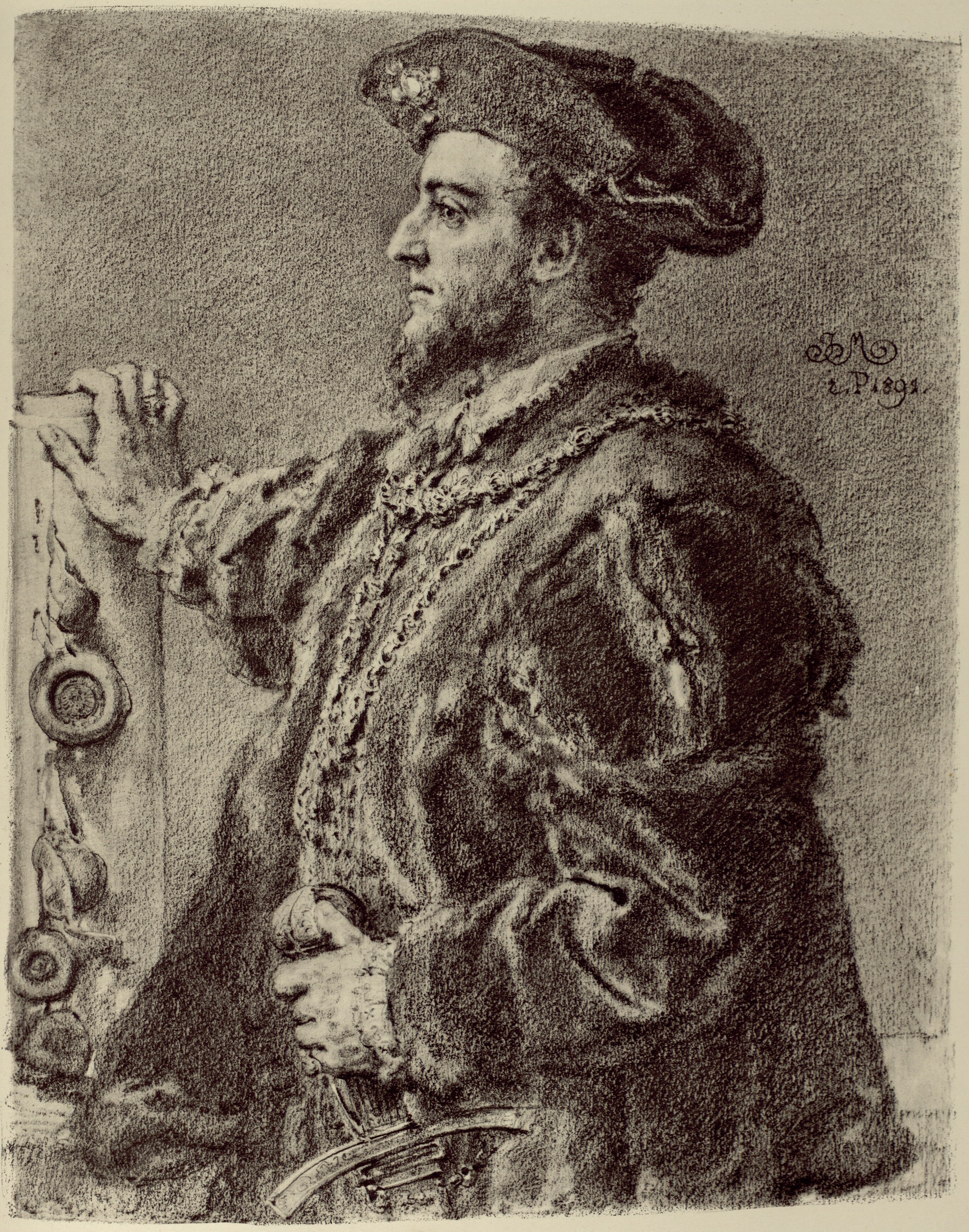
Сигізмунд II Август

Перша достеменна згадка про костел датується 1545 роком. Король Сигізмунд II Август надав фундаційну грамоту костелові. 8 січня 1581 року король Стефан Баторій підтверджує та повторює витяг з тексту грамоти Сигізмунда Августа від 1545 року, якою наділяє луцький парафіяльний костел св. Якова та його ректора земельними угіддями та встановлює їх межі.Храм розміщувався неподалік майдану Ринок і міг відігравати роль одного з ринкових храмів за тієї умови, що геометрична концепція Ринку виявиться чотирикутною, як це згадується в Литовській метриці, а не трикутною, як подають деякі автори. В будь-якому разі, костел розташовувався неподалік від Ринку. Територія межувала із вірменським кварталом, у центрі якого стояла церква Святого Стефана.

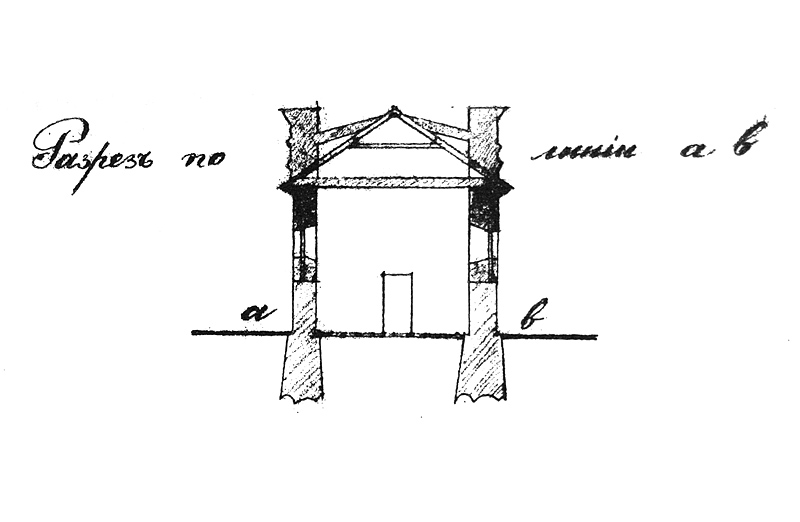
Розріз костелу

Вірменський храм разом із костелом Святого Якова могли бути включені в третю лінію оборони. У будь-якому випадку, обидва храми були муровані, оскільки так вимагала оборонна структура міста і їхнє розташування у ній. Поряд із костелом знаходився цвинтар, що межував із вірменським.
Костел також мав свою плебанію, до якої належали деякі будинки в місті, на Заглушецькому передмісті — Помостичах, Юриздиці і Хмельнику — та поряд із костелом Святого Хреста. У власності плебанії також була корчма. На плебанських землях проживали люди, які вважалися плебанськими. Тобто на них лише частково поширювалася магістратська юрисдикція. Загалом плебанські люди підпорядковувалися плебанові костелу.

### Костел у справі Лонського
У 1621 році католик Валентій Лонський пограбував братську церкву. Суд виніс вирок — спалення на вогнищі. Плебан костелу Мартин Іздембський подав протест, де не виправдовував дій Валентія, проте заявляв, що братчики помстилися йому. Вони ніби-то пробралися вночі у в'язницю й споїли Лонського, і він не зміг нормально прийняти причастя і востаннє сповідуватися. Події далі розгорталися так, що і сам костел був втягнутий у справу Лонського. Замість страти на майдані Ринок, Валентія спалили неподалік костелу та ще й недокінця. Понівечений труп залишився валятися біля фари, тож сам священик мусив подбати про очищення території.
Мартин Іздембський також згадується в конфліктах 1634 року.

### Конфлікт із бернардинами
Неподалік північної межі Луцька розташовувався костел Святого Хреста, який належав ордену бернардинів.
У 1646 році Агнешка Станішевська придбала за 400 злотих для бернардинів ділянку, яка належала до плебанії святого Якова. Проте купівля відбулася не прямим внеском коштів, а очевидно, через певний перепис боргу луцьких євреїв від Станішевської до костелу святого Якова. Згідно з договором луцькі євреї мали сплачувати 10 % цієї суми щороку. Проте вже в перший рік вони договору не дотримали.

Каплиця Скорбного Христа

Священник костелу Якова Мацей Поплавський, зібравши людей, скоїв наїзд на свої колишні землі біля костелу, які вже належали бернардинам, але не були ще оплачені євреями. У результаті наїзду сталася сутичка, у якій постраждали двоє ченців, а бернардина Капанара було вбито.
Тодійшній луцький єпископ Андрій Гембицький звільнив Поплавського. А члени луцького конвенту бернардинів подали на Мацея до гродненського суду. Суд виніс вирок, згідно з яким Мацей повинен був відшкодувати витрати на похорон ченця Капанара, передати бернардинам певну кількість воску, а також встановити на бернардинському кладовищі стовп чи каплицю зі зображенням Ісуса, який плаче. Спірна ділянка таки залишилася за бернардинами. А на кладовищі невдовзі збудували каплицю Скорботного Христа зі скульптурними фігурами святих. У пізніші століття щонайменше Ганна Потоцька, І. Вагнер та Казимир Войняковський зображали каплицю з цвинтарем на своїх роботах.

### Друга половина XVII— XIX століття
У 1648 костел пограбували козаки. Також пограбували плебанський фільварок у селі Німецькому поблизу Жидичина. Священник Мацей Поплавський подав скаргу.
У II-й половині XVII століття плебанія переживала піднесення. Костел був досить заможним і переважав бернардинський костел Святого Хреста. У той час[коли?] плебаном був королівський секретар і луцький канонік Олександр Могильницький. А у 1708 році — Петро Гулевич.
У 1781 році сталася велика пожежа Луцька. Поки невідомо, чи постраждав костел святого Якова, проте повністю згорів костел Марії Магдалини з монастирем боніфратів, які розташовувалися на перетині Поперечної та Троїцької вулиць.

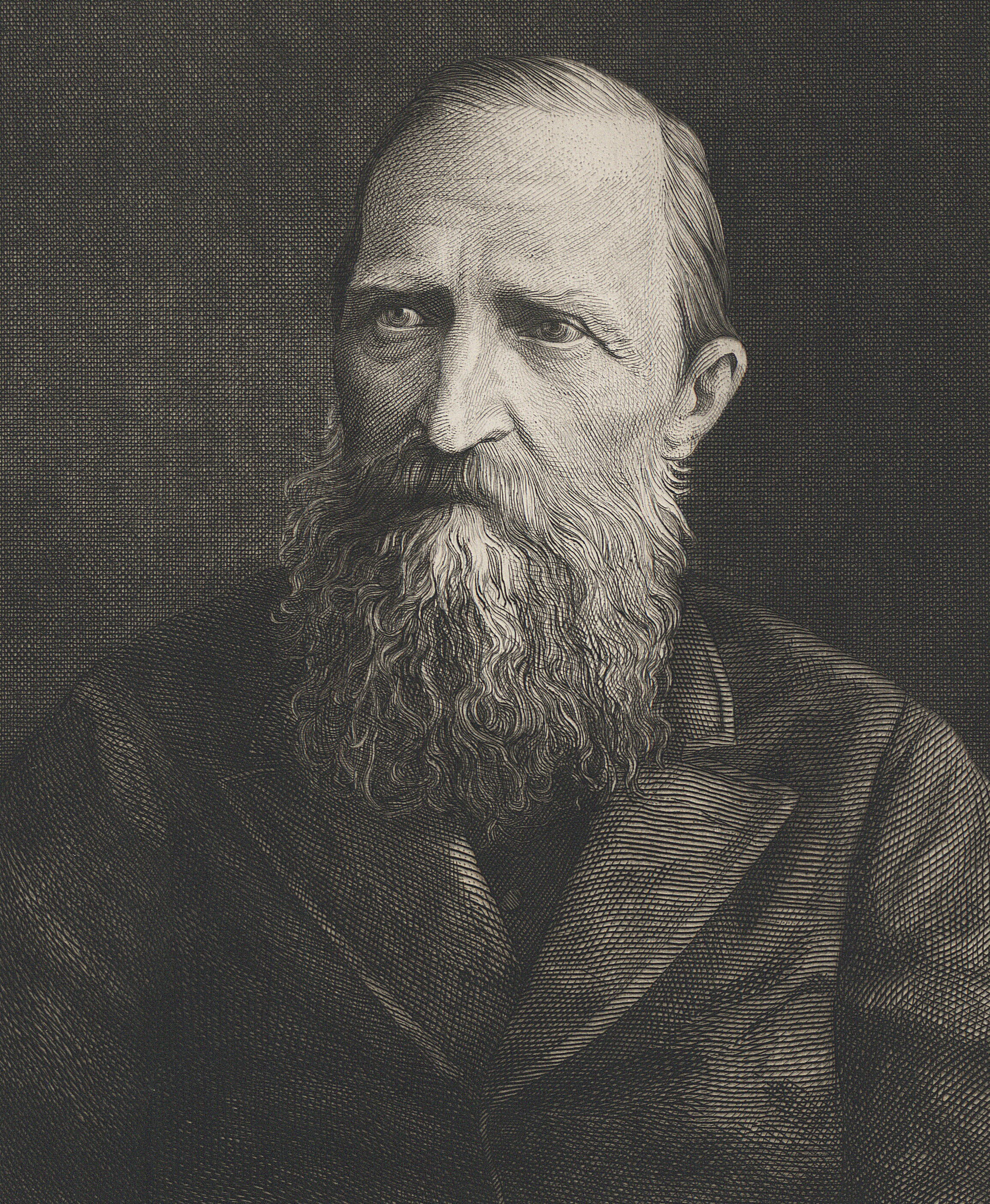
Юзеф Крашевський

Луцька кафедра передала костел Святого Якова боніфратам. Вони звели також монастир і шпиталь поруч. У 1845 році сталася нова пожежа, на якій сильно постраждав цей костел. Через 3 роки його закрили, а в 1858 році продали на злам. Орден боніфратів був змушений покинути місто, як й інші ордени, оскільки російська влада активно боролася проти католицизму на Волині у той час[коли?]. За збереження цієї пам'ятки активно виступив волинський польський письменник Юзеф Крашевський. Він викупив костел із тією метою, щоб недопустити його знищення. Проте це було марним. Костел таки розібрали. Згодом він писав:
| | \| На жаль, ми завжди шукаємо образів десь далеко за собою, перед собою і - ніколи коло себе. Є якийсь чар в чужій стороні, а своє таке вже переслухане, побачене, просте, що зрештою ми втрачаємо для нього те почуття подиву, захоплення, яке ми йому винні, і навіть познайомитись з ним ближче лінуємось тільки тому, що машинально і матеріально знаємо його аж до нудьги. Тому-то новоприбулий чужоземець побачить в нас більше і краще опише. Цю буденну шкаралупу навколишніх речей може легко розбити лише маленьке зусилля до спостереження. Нам треба тільки захотіти звернути увагу на свій рідний край і ми знайдемо в ньому тисячі принад, тисячі пам'ятників, тисячі гідних подиву речей! \| |
| На жаль, ми завжди шукаємо образів десь далеко за собою, перед собою і - ніколи коло себе. Є якийсь чар в чужій стороні, а своє таке вже переслухане, побачене, просте, що зрештою ми втрачаємо для нього те почуття подиву, захоплення, яке ми йому винні, і навіть познайомитись з ним ближче лінуємось тільки тому, що машинально і матеріально знаємо його аж до нудьги. Тому-то новоприбулий чужоземець побачить в нас більше і краще опише. Цю буденну шкаралупу навколишніх речей може легко розбити лише маленьке зусилля до спостереження. Нам треба тільки захотіти звернути увагу на свій рідний край і ми знайдемо в ньому тисячі принад, тисячі пам'ятників, тисячі гідних подиву речей! | |

## Залишки
Хоча костел і допоміжні приміщення біля нього були розібрані, але в місті залишилося кілька будинків, які належали ордену боніфратів. Один із них знаходиться на вулиці Караїмській, 6, неподалік від місця, де розташовувався костел. Інший будинок є кам'яницею XVI—XVIII століття і розташований за адресою вулиця Драгоманова, 4. Він уже належав боніфратам до переселення в костел святого Якова.

## Архітектура
Костел святого Якова був однонавовим ренесансним храмом із видовженими пресвітерієм та абсидою. Розміри нави — 12,5×16,6 м, абсиди — 7,2×13,2 м. Абсида була орієнтована на схід. Входи розташовувалися з заходу і півдня. З півночі за стіни нави виступали закристія та каплиця, яка примикала до нави.

## Поховання шляхти
У костелі зафіксовані поховання представників таких шляхетських родин:
- Бонковські
- Висоцькі
- Жолендовські
- Закревські
- Мировицькі
- Мровинські
- Смиковські
- Терпиловські

## Галерея

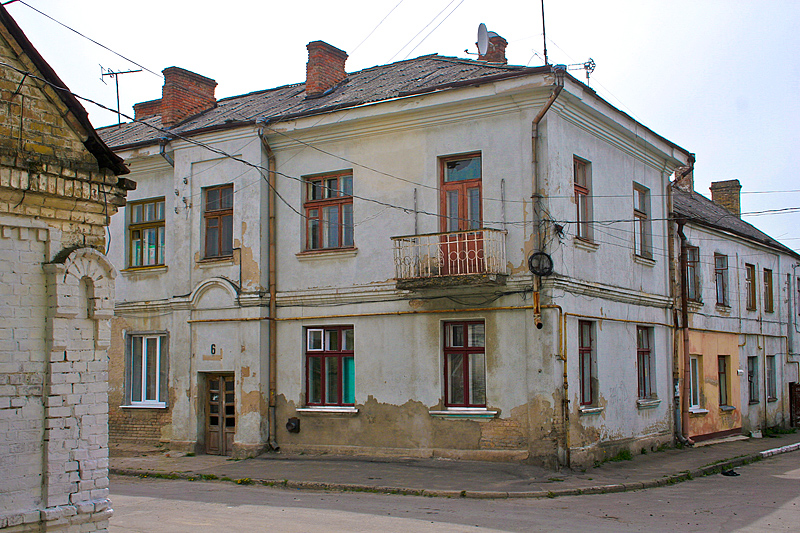
Будинок на Караїмській, 6
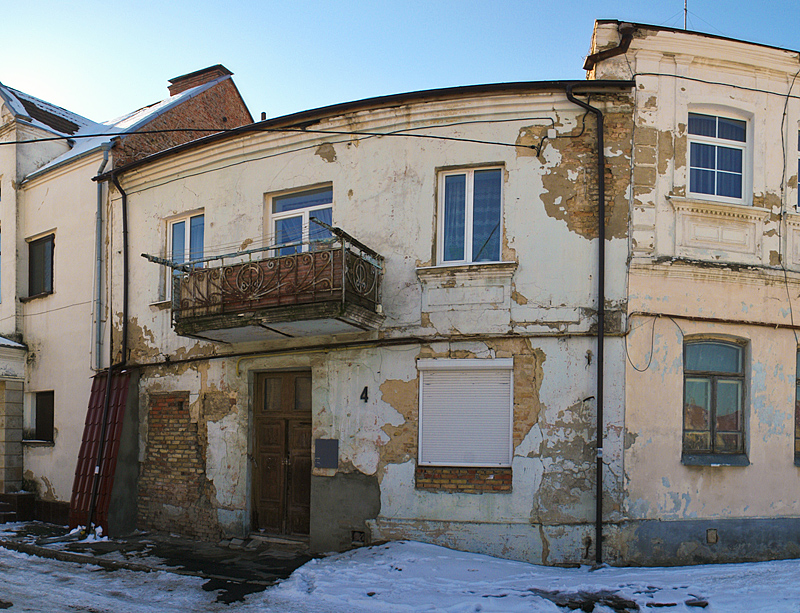
Будинок на Драгоманова, 4
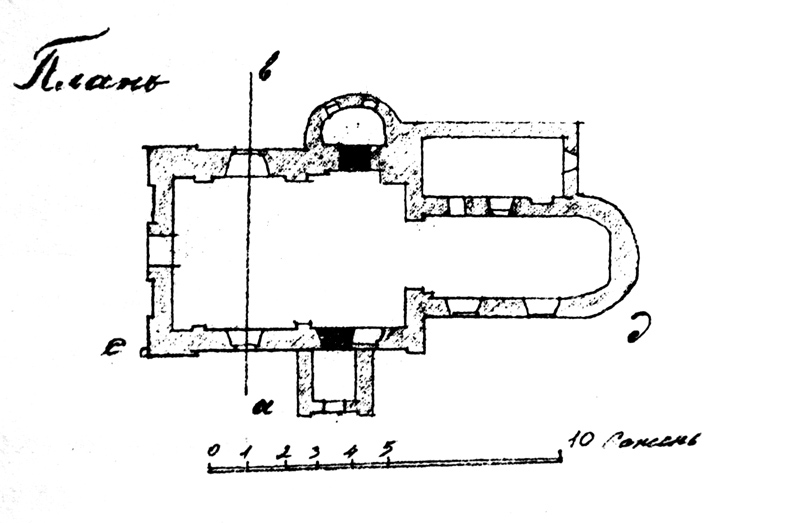
План костелу

## Ресурси мережі
- Католицькі костели старого Луцька